# Guaifan Point
Guaifan Point är en udde i Guam (USA).   Den ligger vid inloppet till Inarajan Bay i kommunen Inarajan, i den södra delen av Guam, 22 km söder om huvudstaden Hagåtña.